# 角膜混浊
角膜混浊（corneal opacity）、角膜浑浊与角膜失透（corneal opacification），在汉语中，均指角膜失去原有的透明性。但英语 corneal opacity 较为偏向角膜因瘢痕形成而失去透明度，此时汉语可称角膜斑。
任何发生于角膜的炎症、水肿以及瘢痕均會導致角膜混浊，角膜混浊會造成視力障礙以及失明。而且有人患有先天性角膜混浊。另外人死后角膜内层细胞自溶，房水进入角膜中层，角膜出现乳白色云雾状斑块。法醫會用角膜混浊程度来判断死亡时间。通常人死后6~12小时角膜轻度混浊，15~20小时角膜中度混浊，死后24小时左右角膜高度混濁，此時瞳孔已無法看清。